# Dnar Mendes Ferreira
Dnar Mendes Ferreira (Rio Pomba, 26 de junho de 1910 – Belo Horizonte, 3 de julho de 1985) foi um advogado e político brasileiro do estado de Minas Gerais.
Atuou como deputado estadual em Minas Gerais na 1.ª Legislatura (1947–1951), exercendo o mandato a partir de 19 de maio de 1947.
Foi reeleito para a 2.ª Legislatura na Assembleia Mineira (1951–1955), pela UDN.

Dnar Mendes foi também deputado federal por Minas Gerais, durante duas legislaturas consecutivas, de 1963 a 1971